# Fiuggi
Fiuggi település Olaszországban, Lazio régióban, Frosinone megyében. Lakosainak száma 10 082 fő (2023. január 1.). Fiuggi Ferentino, Piglio, Torre Cajetani, Trivigliano, Acuto, Trevi nel Lazio, Guarcino és Paliano községekkel határos.
A település eredeti neve Anticoli di Campagna volt, már az idősebb Plinius is, aki az időszámításunk utáni 1. évszázadban élt, áradozott a Fiuggi-gyógyforrások gyógyító hatásáról és már a 14. században hírnevet szerzett a víz, amikor VIII. Bonifác pápa azt állította, hogy a közeli Fiuggi-forrás ásványvizei meggyógyították veseköveit. Két évszázaddal később Michelangelo is magasztalta annak a víznek az erényeit, amely meggyógyította az „egyetlen kőfajtából, amelyet ki nem állhatok”. Hamarosan az Acqua di Fiuggit palackokban küldték Európa összes királyai részére. Csak a 19-20. század fordulóján vált divattá a fürdővárosokba zarándokolni, és ekkortájt nevezte át Olaszország királya Anticolit annak legünnepeltebb büszkesége, a Fiuggi-víz tiszteletére.
A 16. és a 19. század között Fiuggi és számos közeli város még a pápai állam része volt. Szomszédjaitól eltérően, Anticoli di Campagna bevételi forrást is szerzett csodálatos vizeinek értékesítéséből. Megérkeztek a gazdag érdeklődők is, s ezek a felsőbb osztályokból való kívülállók lassan a mai Rómában találhatóhoz hasonló festett vakolattal borították be az eredeti középkori falakat, megváltoztatva a város megjelenését. Ma a helyi lakosok nagyon aktív csoportja lassan helyreállítja a kőhomlokzatokat, hogy visszaállítsák a város középkori formáját.

## Az "Acqua di Fiuggi" jelentősége
Az Acqua di Fiuggi ("Fiuggi vize") forrásvize az Hernic-hegység (Appenninek része) ősi vulkáni kőzetein halad keresztül, amelynek ökoszisztémáját emberi beavatkozás a történelem során még nem változtatta meg. Európában az ún. oligomineális vizek közé sorolják( azaz hatóanyagot igen kis és harmonikus mennyiségben tartalmaznak), de bizonyítottan tartalmazza a "huminsavak" csoportjának bizonyos összetevőit, amelyek állítólag a víz egészségügyi előnyeit biztosítják.

## Népesség
A település lakossága az elmúlt években az alábbi módon változott:
| Lakosok száma | 10 529 | 10 511 | 10 082 |
|               | 2017   | 2018   | 2023   |

## Fordítás
Ez a szócikk részben vagy egészben  a   Fiuggi című angol Wikipédia-szócikk fordításán alapul.  Az eredeti cikk szerkesztőit annak laptörténete sorolja fel. Ez a jelzés csupán a megfogalmazás eredetét és a szerzői jogokat jelzi, nem szolgál a cikkben szereplő információk forrásmegjelöléseként.